# Sanguillín
Sanguillín ist eine Ortschaft und eine Parroquia rural („ländliches Kirchspiel“) im Kanton Calvas der ecuadorianischen Provinz Loja. Die Parroquia besitzt eine Fläche von 98,44 km². Die Einwohnerzahl lag im Jahr 2010 bei 1668. Die Einwohnerzahl nahm seit der Jahrtausendwende stetig ab und lag 2015 bei 1289.

## Lage
Die Parroquia Sanguillín liegt in den westlichen Anden im äußersten Süden von Ecuador an der peruanischen Grenze. Das Areal liegt in Höhen zwischen 900 m und 2600 m. Die Parroquia wird im Osten vom Río Pindo begrenzt. Entlang der südlichen Verwaltungsgrenze, die gleichzeitig die Staatsgrenze zu Peru bildet, fließt der Río Calvas (Río Macará) nach Westen. Der etwa 1600 m hoch gelegene Hauptort Sanguillín befindet sich 15,5 km südsüdöstlich vom Kantonshauptort Cariamanga.
Die Parroquia Sanguillín grenzt im Süden an Peru, im Westen an das Municipio von Cariamanga, im Norden an die Parroquia El Lucero sowie im Osten an die Parroquias 27 de Abril und Bellavista (beide im Kanton Espíndola).

## Geschichte
Die Parroquia Sanguillín wurde am 24. Dezember 1997 gegründet.